# Och han älskade dem alla
Och han älskade dem alla (Kiss the Girls) är en amerikansk film från 1997, i regi av Gary Fleder.

## Handling
Filmen handlar om kvinnor som mystiskt försvinner i USA. Polisen misstänker en seriemördare och i detta fall har FBI rätt. Seriemördaren är besatt av att fängsla kvinnor och den senaste i raden är den unga Naomi, systerdotter till detektiven och psykologen Alex Cross. Hans desperata försök att hitta sin systerdotter leder honom på spåren till mördaren.

## Rollista (i urval)
- Morgan Freeman - Dr. Alex Cross
- Ashley Judd - Dr. Kate McTiernan
- Cary Elwes - Det. Nick Ruskin
- Alex McArthur - Det. Davey Sikes
- Tony Goldwyn - Dr. William 'Will' Rudolph
- Jay O. Sanders - FBI Agent Kyle Craig
- Bill Nunn - Det. John Samp
- Brian Cox - Chief Hatfield, Durham P.D.
- Richard T. Jones - Seth Samuel
- Roma Maffia - Dr. Ruocco
- Jeremy Piven - Henry Castillo, LAPD
- Gina Ravera - Naomi Cross